# سفنتو گئورگه
شهر سفنتو گئورگه (به رومانیایی: Sfântu Gheorghe) در شهرستان کوواسنا در کشور رومانی واقع شده‌است. جمعیت این شهر ۶۱٬۵۱۲ نفر  است.